# Urarvakonkurs
Vid en urarvakonkurs  avstår arvingarna i ett dödsbo från tillgångarna i dödsboet. Syftet att slippa ansvar för de skulder som den avlidne haft, något som skulle kunna leda till att arvingarna råkar i personlig skuld.
I överförd bemärkelse används ordet "urarva" även i betydelsen "glömma sitt kulturella eller moraliska arv, ställa sig utanför", till exempel "det är viktigt att hålla vårt kulturarv levande, annars blir vi urarva".